# زبان‌های کارتولی

پراکندگی گویشوران زبان‌های کارتولی

زبان‌های کارتوِلی یا قفقازی جنوبی (به گرجی: ქართველური ენები (kartveluri enebi)) یک خانوادهٔ زبانی مربوط به منطقهٔ قفقاز است. زبان‌های این خانواده در گرجستان، روسیه، آمریکا، ترکیه، ایران و برخی مناطق اروپا پراکنده‌است. بیشتر گویشوران این زبان را مردم گرجی تشکیل می‌دهند. زبان‌های کارتولی به دلیل صرف پیچیده و نظام‌های صیغه، شناخته شده‌اند.

## طبقه‌بندی
- زبان سوانی:(سوانی:ლუშნუ ნინ، lušnu nin) حدود۳۵٬۰۰۰ تا ۴۰٬۰۰۰ گویشور دارد و عمدتاً در گرجستان و آبخازیا پراکنده‌اند.
- زبان‌های کارتو-زان:

- زبان گرجی:(ქართული ენა، kartuli ena) حدود ۱۵ میلیون گویشور در سراسر جهان دارد که بجز کشور گرجستان در ایران، ترکیه و روسیه و کانادا و آلمان و یونان گویشورانی دارد. همچنین شماری از آنان به‌صورت مهاجر در ایالات متحده آمریکا، اسراییل و اتحادیه اروپا بسر می‌برند.

- زبان‌های زان:

- زبان مگرلی: (მარგალური ნინა، margaluri nina) در منطقه آبخازیا، زوگدیدی و تفلیس حدود نیم میلیون نفر گویشور دارد.
- زبان لازی:(ლაზური ნენა، lazuri nena) این زبان حدود ۲۲۰٬۰۰۰ متکلم در مناطق حاشیه دریای سیاه و شمال شرقی ترکیه و منطقه آجارستان دارد.